# Aglona
Aglona (deutsch Aglohn) ist Hauptort der gleichnamigen Gemeinde im lettischen Landesteil Lettgallen. Im Jahre 2018 zählte die Gemeinde 1771 Einwohner. Aglona liegt etwa 40 km nordnordöstlich der Stadt Daugavpils und ist berühmt durch die barocke Wallfahrtskirche.

## Lage
Der Wallfahrtsort liegt auf einem schmalen Landstreifen zwischen den Seen Cirišs und Egles und entstand aus einem Zusammenschluss der Siedlungen Aglona, Somerseta und Jaunciems. Die nahe Opferinsel (lettisch: Upursala), Teufelssee (lettisch: Velnezers), das Schloss Madelan (lettisch: Madelāņu pilskalns) und die umgebenden Kiefernwälder machen Aglona zu einem beliebten Ausflugsziel. Traditionell verbringen auch viele Familien aus Russland ihre Sommerferien hier.

## Basilika
Im Jahr 1699 gründete der Dominikanerorden in Aglona ein Kloster. Das Gnadenbild Unsere Liebe Frau von Aglona, das die Dominikaner vermutlich aus Litauen hierher brachten, ist bedeutend älter. Da es immer mehr Pilger anzog, wurde von 1768 bis 1780 die heutige Basilika Mariä Himmelfahrt errichtet, in deren Hochaltar die Marienikone eingefügt wurde. Der Hügel ist das geistliche Zentrum der Katholiken im sonst eher lutherisch geprägten Lettland, und die Wallfahrtsbasilika ist die wichtigste katholische Kirche des Landes. Das Innere der barocken Basilika ist mit Grisaillemalereien im Stil des Rokoko verziert. Sie wird jährlich von bis zu 300.000 Wallfahrern besucht, insbesondere zum Fest Mariä Himmelfahrt am 15. August, an dem oft über 50.000 Gläubige nach Aglona kommen. Viele Votivgaben zeugen von Gebetserhörungen. Die Basilika liegt an einer Quelle, der man Heilkräfte nachsagt.
1980 feierte die Kirche den 200. Weihetag, dazu verlieh Papst Johannes Paul II. ihr den Rang einer Basilica minor. 1986 wurde hier der 800. Jahrestag der Christianisierung Lettlands begangen. Papst Johannes Paul II. besuchte die Pilgerstätte im September 1993, begleitet von 300.000 Pilgern aus Lettland und den Nachbarländern. Sie gehört zu den weltweit acht internationalen katholischen Heiligtümern. Am 24. September 2018 kam Papst Franziskus nach Aglona.

## Geschichte
Nach der deutschen Besetzung im Zweiten Weltkrieg ermordete am 22. August 1941 das Rollkommando Hamann in Aglohn 269 Männer, 227 Frauen und 48 Kinder als „Geisteskranke“.
2009 wurde aus Aglona sowie den Nachbargemeinden Grāveri, Kastuļina und Šķeltova der Verwaltungsbezirk Aglona (Aglonas novads) gebildet. Im Jahr 2018 zählte er 3542 Einwohner. 2021 wurde der Bezirk aufgelöst, Aglona kam zum Bezirk Preiļi, die anderen drei Gemeinden wurden Teil des Bezirks Krāslava.

## Verkehr
Aglona liegt an der Bahnstrecke Rēzekne–Daugavpils. Der Personenverkehr auf dieser Strecke ist seit 1999 eingestellt. Am 24. September 2018 verkehrten jedoch drei Sonderzüge anlässlich des Besuches von Papst Franziskus zwischen Rīga und Aglona.